# Sanctórum de Lázaro Cárdenas
Sanctórum de Lázaro Cárdenas là một đô thị thuộc bang Tlaxcala, México. Năm 2005, dân số của đô thị này là 7553 người.